# Terra Bus
Der Terra Bus ist ein geländegängiger (englisch off-road) Omnibus mit drei Achsen und Allradantrieb, der speziell für den Einsatz in Polargebieten geschaffen wurde.
Der Terra Bus wurde vom kanadischen Spezialfahrzeughersteller Foremost Industries LP entwickelt und hergestellt. Das allradgetriebene Fahrzeug (6×6) kann bis zu 56 Passagiere befördern. Ausgestattet ist das Fahrzeug mit sechs übergroßen Niederdruckreifen (30 psi/2000 hPa). Der Terra Bus findet unter anderem Verwendung in der antarktischen McMurdo-Forschungsstation („‘Ivan’ the Terra Bus“), aber auch als Touristenbus mit der Bezeichnung „Snowcoach“ im kanadischen Columbia-Eisfeld im Banff- und Jasper-Nationalpark.

## Technische Daten
- Länge: 14,89 m
- Breite: 3,61 m
- Höhe: 3,96 m
- Gewicht:
  - Leergewicht: 24,95 t
  - Maximal zulässiges Gesamtgewicht: 29,94 t
- Motor:
  - Typ: Detroit Diesel Series 50
  - Leistung: 250 PS (187 kW) bei 2100 min−1
- Höchstgeschwindigkeit: 40 km/h
- Wendekreis: 21,9 m